# Корнуолл
Ко́рнуолл, Ко́рнуэлл; устаревшее название — Корнваллис (англ. Cornwall [ˈkɔːnwɔːl], корн. Kernow [ˈkɛrnɔʊ], лат. Cornubiae) — графство и унитарная единица (как часть) на юго-западе Англии. Входит в состав региона Юго-Западная Англия.
Столица — город Труро. Население — 515 тысяч человек (24-е место среди графств; данные 2004 года); в графстве до сих пор говорят на возрождённом корнском языке, ранее считавшемся мёртвым.  
Графство Корнуолл не следует путать с герцогством Корнуолл, земли которого разбросаны по территории 23 графств Англии и Уэльса и находятся в частном владении наследника британского престола, являясь источником его персональных доходов.
В английской историографии для территории полуострова Корнуолл, на котором в Средние века располагалось одноимённое кельтское королевство бриттов, иногда применяется термин «Западный Уэльс» (в то время как современный Уэльс называют «Северный Уэльс»).

## Название
Современное название графства — «Корнуолл» (англ. Cornwall) — соединение корней слов разных индоевропейских языковых групп (кельтской и германской).
1. Часть «Корн-» — от кельтского корня *karnu- («рог», связано с понятием «мыс»); он является когнатом английского слова horn «рог», латинского cornu «рог», русского «корова» (все восходят к праиндоевропейскому корню *ker-)[7][8][9][10][a]
2. Часть «-уолл» — от староанглийского слова wealh; это неиспользуемое кельтскими народами Британских островов (экзоним), означающий «чужеземец», или «говорящий на бриттских языках». Тот же корень лежит в основе английского слова Wales («Уэльс»)[12].

По-корнски графство и полуостров называются Kernow — название происходит от того же кельтского корня со значением «рог», от которого произошло английское название графства.

## История
Сведения о древней и раннесредневековой истории Корнуолла крайне скудны.
В кельтское время Корнуолл населяло племя думнонов (их племенная столица располагалась на территории нынешнего Девона). В годы римского правления вся экономическая деятельность на полуострове сводилась к добыче олова и его вывозу через несколько небольших портов. Ни стратегических дорог, ни крупных поселений в Корнуолле не было. Думноны сохраняли привычный уклад жизни, согласно легендарным источникам они сохраняли даже собственную династию правителей, затем ставшую королями Думнонии.
В эпоху раннего Средневековья Думнония была самостоятельным кельтским государством, однако постепенно была завоевана Уэссексом: в конце VI века саксы захватили территорию нынешнего Сомерсета, в течение IX века подчинили Девон.
В 1013 году Уэссекс был присоединён к Датскому королевству, но Корнуолл смог сохранить независимость, обязавшись ежегодно выплачивать Дании определённую сумму. В правление Эдуарда Исповедника (1042—1066) Корнуолл вошёл в состав Англии и все его земли сменили владельцев.
К середине XI века Корнуолл полностью утратил независимость — в «Книге Страшного суда» среди крупных землевладельцев бриттов уже не осталось. По данным Вадима Эрлихмана, бритты Корнуолла сохраняли остатки независимости до 1045 года. 
Колонизация Корнуолла в силу его крайней экономической отсталости (единственной развитой отраслью экономики оставалась добыча олова) происходила очень медленно. В 1497 году корнцы, возмущённые новым налогом, подняли восстание. Полвека спустя и в ходе Английской реформации население полуострова в 1549 году снова восстало против введения богослужения на английском языке, которого многие корнцы не знали. Восстание было подавлено, однако, спустя столетие, Корнуолл снова выступил против центральной власти, поддержав свергнутого короля Карла I. В ходе боевых действий Английской революции Корнуолл был разорён. К концу столетия корнский язык был замещён английским, а к началу XIX века почти полностью исчез из разговорной речи и постепенно вымер. В наше время предпринимаются попытки возрождения корнского языка.
К концу 1990-х годов прекратила свою работу ставшая нерентабельной горнодобывающая промышленность Корнуолла, что привело к экономическому кризису в регионе. 

### Национализм
В Корнуолле имеет место корнский национализм, ведущей националистической силой являются «Сыны Корнуолла», существует также крайне правая Корнская националистическая партия. Националисты стремятся к признанию Великобританией некоторой формы автономии в Корнуолле; в начале XXI века, согласно опросам, создание автономного парламента поддерживали около половины жителей.

## География

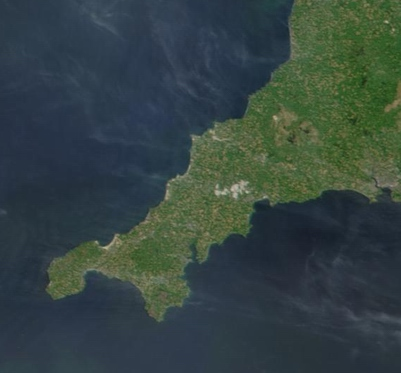
Спутниковый снимок территории

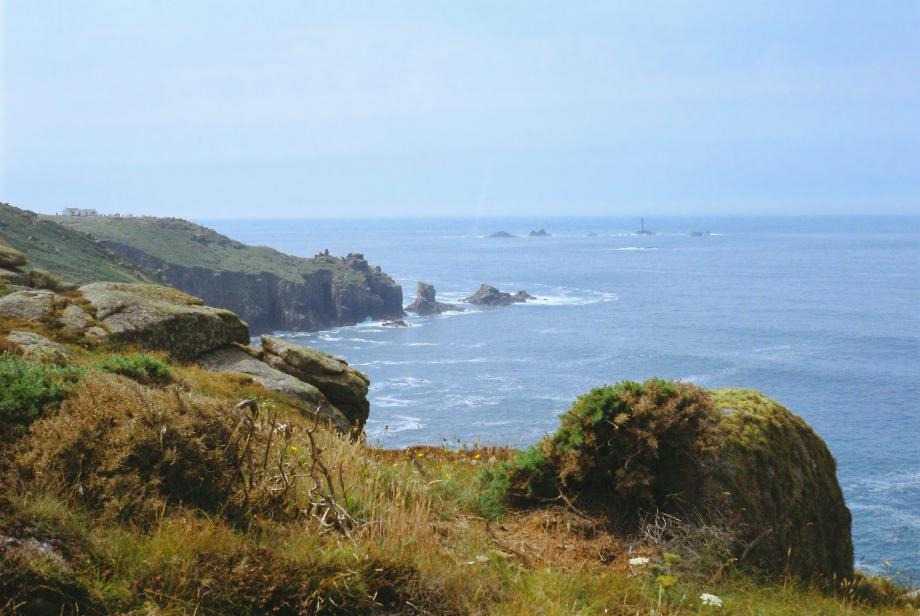
Мыс Лендс-Энд («Конец земли»)

Графство Корнуолл расположено на крайнем юго-западе Англии на части полуострова Корнуолл и прилегающих островах. Оно омывается проливом Ла-Манш (на юго-востоке) и Кельтским морем (на северо-западе). Площадь составляет 3563 км² (9-е по площади графство Англии). Корнуолл также является единственным графством Англии, имеющим сухопутную границу только с одним графством (Девон). Здесь находится самая южная точка острова Великобритания — мыс Лизард и самая западная точка Англии — Лендс-Энд. Высшая точка графства — гора Браун-Уилли (420 м). Длина береговой линии составляет 697 км; побережье главным образом скалисто, изрезано множеством бухт и заливов. В 45 км к юго-западу от полуострова Корнуолл находится архипелаг Силли; кроме того, имеются небольшие островки, разбросанные вдоль южного побережья полуострова. 
Сельскохозяйственные земли составляют 73,64 % от территории графства, около 7,5 % занимают леса. На территории графства зарегистрировано 167 объектов особого научного значения.

### Климат

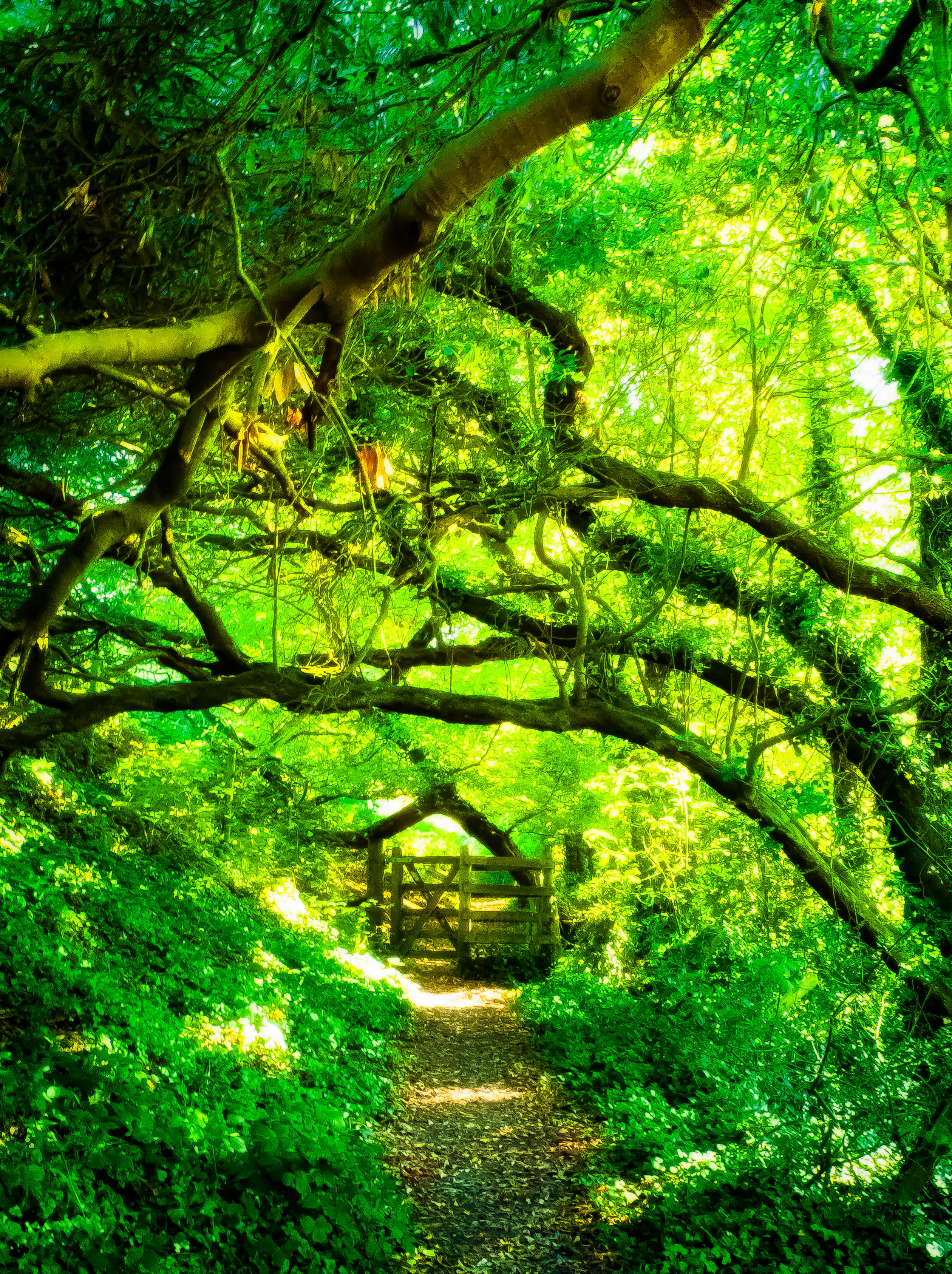
Лес в Корнуолле

Климат Корнуолла — умеренный морской, наиболее мягкий и солнечный в Великобритании, что является следствием сравнительно южного положения и влияния Гольфстрима. Среднегодовые температуры меняются от 11,6 °С на островах Силли до 9,8 °С в области центрального нагорья. Зимы — наиболее мягкие в стране, морозы крайне редки. Лето, впрочем, не столь тёплое, как в других районах южной Англии. Город Фалмут со среднегодовой температурой 11,4 °С является самым тёплым местом острова Великобритания.
Влажный воздух, приносимый с юго-запада, обуславливает более высокий уровень осадков по сравнению с более восточными районами Англии (от 1051 до 1290 мм), однако не столь высокий, как в более северных районах западного побережья.

### Полезные ископаемые
Корнуолл богат металлами и минералами, вплоть до XX века особенно важны были оловянные рудники, известные уже древним поселенцам. Имеются медь, шунгит, тальк, каолин; находят также серебро, свинец, цинк, железо, сурьму, марганец, мышьяк, магнезию, кобальт, висмут и другие полезные ископаемые.
До середины XIX века Корнуолл считался самым значительным меде- и оловодобывающим районом мира. В 1820—1850 годах он давал около 50 % мировой добычи меди и 65 % мировой добычи олова. Последний оловянный рудник Корнуолла был закрыт в 1998 году.

## Население

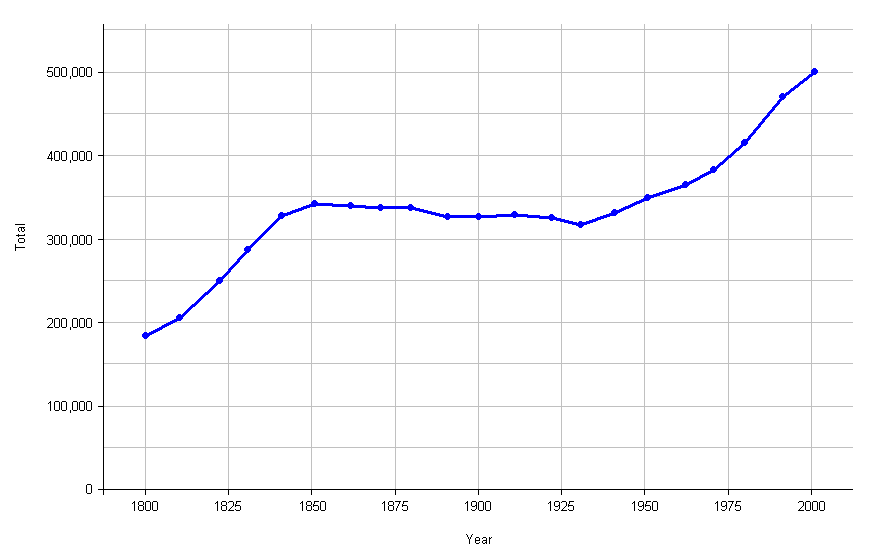
Динамика населения Корнуолла с 1800 по 2000 годы

По данным переписи 2001 года, население Корнуолла составило 513 527 человек, плотность населения — 144 чел/км². Графству свойственен сравнительно высокий прирост населения: 11,2 % в 1980-е годы и 5,3 % в 1990-е годы (прирост населения графства находится на пятом месте среди всех графств Англии). Увеличение количества жителей происходит главным образом за счёт миграции в Корнуолл из других районов Великобритании. По данным переписи 1991 года, население графства составило 469 800 человек.
В графстве велика доля пенсионеров: 22,9 % населения — люди пенсионного возраста (в сравнении со средним показателем для Великобритании — 20,3 %). Причиной этого служит главным образом миграция пенсионеров из южной Англии в Корнуолл и эмиграция местной молодёжи.
По мнению некоторых учёных, корнцы являются отдельным этносом Великобритании, ведущим своё происхождение от древних бриттов, которые до римского завоевания населяли южные и центральные районы острова. Сегодня многие жители Корнуолла считают себя корнцами, отличая себя от англичан, или включают себя в особую субэтническую группу последних.

### Языки

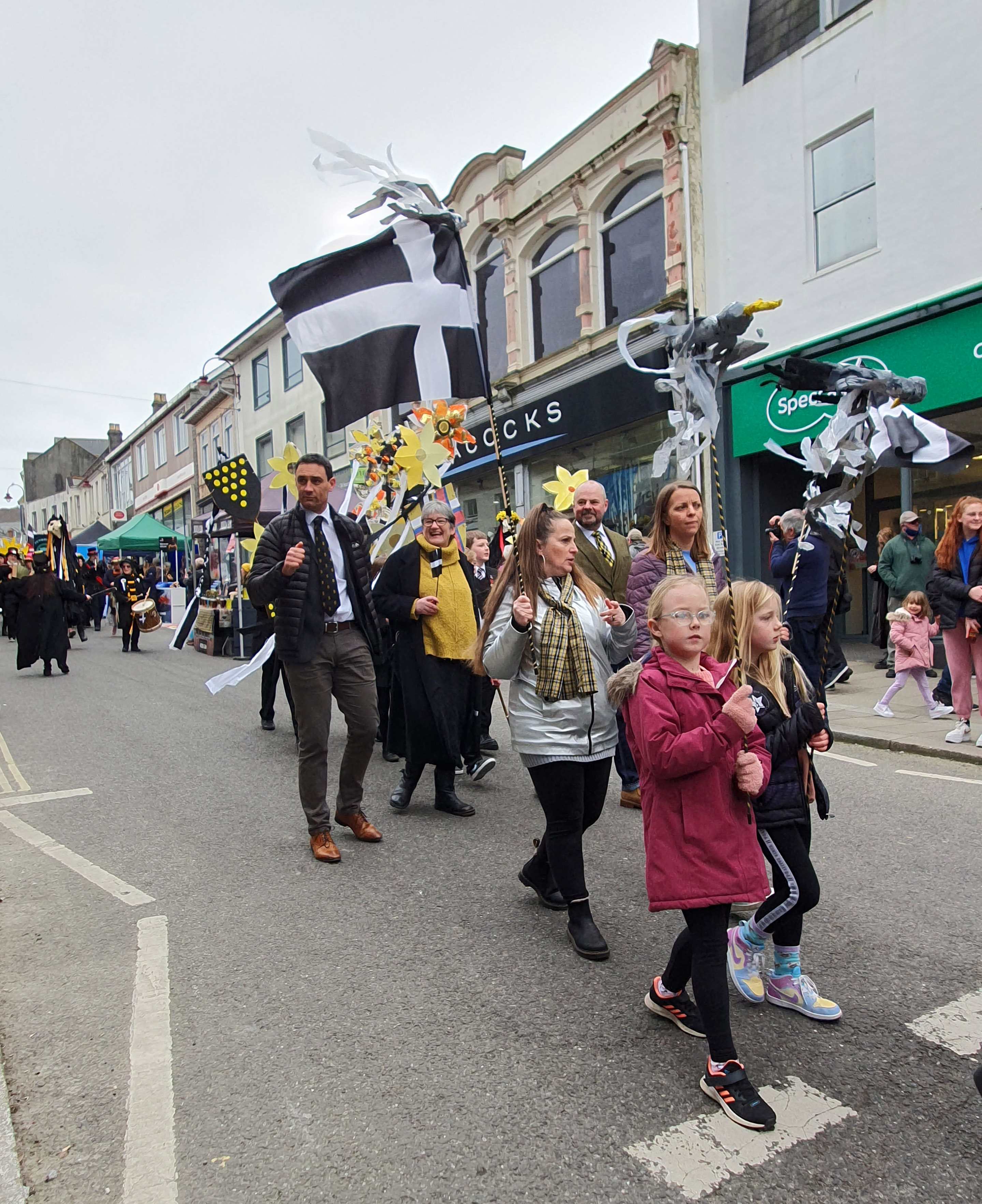
Празднование дня Святого Пирана в Редруте

Основным языком населения Корнуолла является региональный диалект английского языка. Лишь очень незначительное меньшинство способно говорить на коренном языке этой местности — корнском, который относится к кельтской группе. Исследования 2000 года показали, что лишь около 300 человек говорят на корнском свободно. В 2002 году язык получил в Великобритании официальный статус языка меньшинств. Принимаются попытки по увеличению числа его носителей.

## Политика

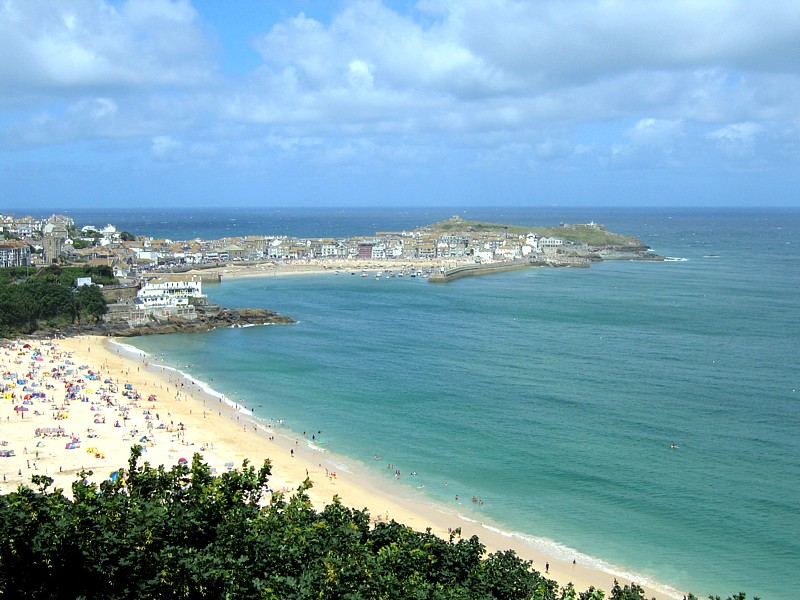
Городок Сент-Айвс

Церемониальное графство Корнуолл единого органа муниципальной власти не имеет. Власть разделена между независимыми друг от друга советами унитарной единицы Корнуолл и архипелага Силли.
Унитарная единица Корнуолл управляется советом, состоящим из 123 депутатов, избранных в 123 одномандатных округах. В результате последних выборов 47 мест в совете принадлежит консерваторам.
Пять мест в совете занимают депутаты от партии «Сыны Корнуолла», действующей на территории графства и разделяющей идеи корнуоллского автономизма.

### Комментарии
1. ↑  Eilert Ekwall who studied the place-names of England in the 1930s and 40s gives the following forms: Cornubia in Vita Melori &c.; Middle Welsh Cerniu; Welsh Cernyw; Cornish: Kernow; (on) Cornwalum ASC 891; Cornwealum ASC(E) 997; "The Brit name goes back to *Cornavia probably derived from the tribal name Cornovii. OE Cornwealas means 'the Welsh in Cornwall' this folk-name later became the name of the district".[11]